# 神鬼高校
《神鬼高校》為緯來電視網於2007年所自製的數位電視電影，由張哲書執導，徐繼周擔任編劇，臺灣與中國大陸合作拍摄。由谢祖武、屈中恒、黄嘉千、叶民志、许安安、申东靖、李易、丁宁、阿庞、李绍祥領銜主演。

## 劇情
看似平凡的高中校園裡，有一個惡名昭彰的「四年九班」，裡面盡是一些三年內畢不了業的問題學生；其中又以綽號為大麻、陽偉、麥基和香香這三男一女為首，到處惹麻煩，以捉弄老師、欺負同學、破壞校園秩序為樂，是校園裡最叫人頭痛的四個學生。一次意外中，不慎炸傷了班導師顏惜嬌，惜嬌情商男朋友葉甄健代課。學生們摩拳擦掌準備要好好對付新來的代課老師，殊不知這次來的可是個不好惹的狠角色……。

## 播出時間

### 首播
| 頻道       | 所在地 | 開播日期       | 播放時間  |
| ---------- | ------ | -------------- | --------- |
| 緯來電影台 | 臺灣   | 2007年11月25日 | 週日21:00 |

再次播出
| 頻道       | 所在地 | 播出日期      | 播放時間  |
| ---------- | ------ | ------------- | --------- |
| 緯來電影台 | 臺灣   | 2019年6月20日 | 週四10:20 |

## 演員陣容

### 主要角色
| 演員   | 角色   | 介紹 |
| 謝祖武 | 葉甄健 | 男，三十五歲，四年九班的代課老師、顏惜嬌的未婚夫、葉萊香的哥哥。曾是美國西點軍校的高材生，從小父母離異，監護權判給了父親，但和父親還是很想念母親與香香。 |
| 黃嘉千 | 顏惜嬌 | 女，三十三歲，老師，甄健的未婚妻。被四年九班的學生打傷住院。四年九班老師。                                                                               |
| 李紹祥 | 麥塊基 | 綽號：麥基 男，十八歲，喜歡香香。四年九班學生。酷男鐵漢，擅長拳擊。對自己的父親很不諒解，最後被甄健解開心結。                                            |
| 許安安 | 葉萊香 | 綽號：香香 女，十八歲，四年九班學生。葉甄健的妹妹。擅放電，辣妹款。從小父母離異，監護權判給了母親，因為怕跟他相認後又會離開她，所以才會躲著甄健。        |
| 申東靖 | 陽光偉 | 綽號：陽偉 男、十八歲，四年九班學生。油腔滑調，色瞇瞇，駭客高手。                                                                                        |
| 李易   | 麻進成 | 綽號：大麻 男，十八歲，四年九班學生。父親是本校的督學，專攻暗殺及爆破，就破壞而言，智勇雙全，化工天才。                                                  |

### 其他角色
| 演員   | 角色     | 介紹                                                                                 |
| 葉民志 | 林志凌   | 男，三十五歲，學校主任，以升學為主，無法顧及每一學子。喜歡金枝。                     |
| 丁寧   | 潘金枝   | 女，三十三歲，老師，自戀，對於感情既期待又怕受傷害。最後與主任結婚。                 |
| 屈中恆 | 匪首     | 男，三十五歲，歹徒首領，綽號也叫主任，討厭人家講英文卻又很愛烙英文，最後被警察逮捕。 |
| 阿龐   | 抽筋     | 男，二十五歲，歹徒，神經兮兮、是個自戀狂。                                           |
| 嚴偉立 | 貼立痛   | 男，二十六歲，歹徒，對匪首忠心、大隻佬。                                             |
| 郭力夫 | 一番榨   | 男，二十五歲，歹徒。擅長講英文。很怕鬼。                                             |
| 巨炮   | 大鵰強   | 男，二十八歲，歹徒，貪心、自以為奸詐。                                               |
| 張國棟 | 校工     | 男，六十二歲，麥基父親。年輕的時候很愛耍狠、打架，因此被砍了一隻腿。                 |
| 趙舜   | 麻督學   | 男，五十歲，大麻父親。學校督學。經常被自己的兒子惡搞。                               |
| 周裡育 | 劉明育   | 男，十八歲，三年八班學生，家中富裕，被匪首綁至學校的體育館。                         |
| 郭書佑 | 張建中   | 男，十七歲，二年六班學生，家中富裕，被匪首綁至學校的體育館。                         |
| 車冠威 | 許孝賢   | 男，十七歲二年八班學生，家中富裕，被匪首綁至學校的體育館。                           |
| 楊芷櫻 | 老大女友 | 女，二十三歲 ，撞球館 混混老大的女友。                                               |

## 重要場景
- 新竹市私立光復高級中學

## 外部連結
- 電影官方網站 （页面存档备份，存于）
- 豆瓣电影上《神鬼高校》的資料 （简体中文）